# Тямша
Тямша (рос. Тямша) — присілок в Псковському районі Псковської області Російської Федерації.
Населення становить 2143 особи. Входить до складу муніципального утворення Тямшанська волость.

## Історія
Від 2015 року входить до складу муніципального утворення Тямшанська волость.

## Населення
| 2001 | 2002  | 2010  | 2016  | 2017  | 2021  |
| ---- | ----- | ----- | ----- | ----- | ----- |
| 2619 | ↘2448 | ↘2410 | ↗2556 | ↘2413 | ↘2143 |